# Cementiri de Palamós
El cementiri de Palamós és sobre un promontori proper a Palamós (Baix Empordà). El recinte té planta trapezoïdal i la façana està orientada cap al sud-oest. La portalada té una obertura d'arc de mig punt i està coronada per un frontó, sostingut per pilastres, rematat per una creu de ferro forjat. A l'interior hi ha un primer espai amb una creu de terme al centre i edificacions a banda i banda. Seguidament, a un nivell més baix, trobem el llarg passadís central amb caminois perpendiculars als costats on s'aixequen els nínxols i mausoleus formant fileres. Les construccions que fan de mausoleus, són de planta rectangular amb coberta de volta de canó de rajola, són similars a les barraques de pescadors. Al fons la capella del Sant Crist de planta rectangular i coberta a dues vessants. La porta és d'arc apuntat emmarcada amb una decoració en baix relleu sobre la qual hi ha un petit rosetó. Els motius ornamentals són una barreja d'estils diversos. Hi ha gravada la data 1899. Tot el conjunt està enjardinat.